# Antillognatha lucida
Genre
Espèce
Antillognatha lucida, unique représentant du genre Antillognatha, est une espèce d'araignées aranéomorphes de la famille des Tetragnathidae.

## Distribution
Cette espèce est endémique d'Hispaniola. 

## Description
Le mâle holotype mesure 1,9 mm.

## Publication originale
- Bryant, 1945 : The Argiopidae of Hispaniola. Bulletin of the Museum of Comparative Zoology, vol. 95, p. 357-422 (texte intégral).